# Вентворт Гол (в'язниця)
Вентвортська в'язниця — це колишня в'язниця та будівля школи, яка внесена до списку пам'яток культурної спадщини, а тепер музей (будівля в'язниці) і магазин старих товарів (резиденція в'язниць), розташована за адресою 112 Beverley Street, Вентворт, у Вентворт-Ширі, Новий Південний Уельс, Австралія. Він був розроблений Джеймсом Барнетом і побудований з 1879 по 1881 роки братами Віткомб, Хей. Він також відомий як Old Wentworth Gaol. Власність належить Департаменту первинної промисловості — Комісару західних земель, агентству уряду Нового Південного Уельсу. 21 жовтня 2016 року об’єкт було додано до Державного реєстру спадщини Нового Південного Уельсу.

## Історія

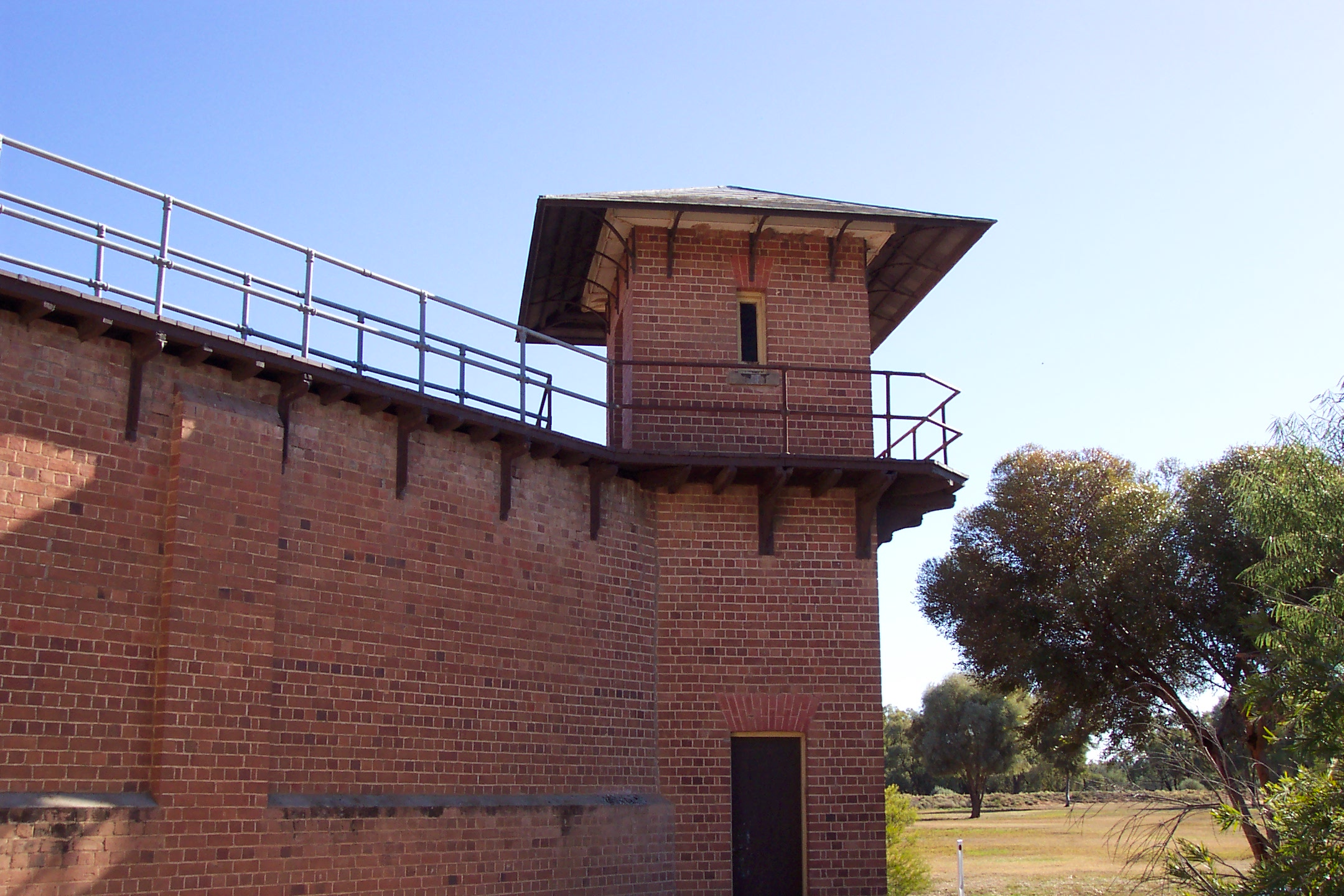
В'язничний сторожовий будинок.

Місце злиття річок Муррей і Дарлінг є традиційними землями народів Пааканті та Мараура. Існує обширна та багата археологічна спадщина, яка документує їхнє заняття в районах нижньої течії річки Дарлінг і Муррей; на регіональному рівні ця окупація датується приблизно 45 000 років тому, і є численні місця вздовж річок Муррей і Дарлінг, які містять докази заняття аборигенами приблизно 20 000 років тому і до теперішнього часу.
У 1829 році уряд Нового Південного Південного Уельсу направив дослідницьку групу, щоб простежити річку Мурумбіджі під керівництвом Чарльза Стерта. Стерт, перший європеєць, який ризикнув відвідати регіон Муррей-Дарлінг, слідував за річкою Меррамбіджі до її злиття з річкою Муррей, а потім вниз за течією до злиття з річкою Дарлінг. Стерт зіткнувся з великою кількістю аборигенів поблизу перехрестя Муррей/Дарлінг, але його експедиція загалом мала мирні, хоча й обережні зустрічі та взаємодії. Подальші експедиції в цьому регіоні, як-от та під проводом майора Томаса Мітчелла в 1836 році, були затьмарені насильством. У 1836 році Мітчелл розпочав свою третю експедицію вглиб Австралії з метою завершити дослідження річки Дарлінг. Між Юстоном і Мілдурою, у місці, яке зараз відомо як гора Дисперсія, дослідницька група супроводжувалася групою до 180 аборигенів. Мітчелл організував засідку, і щонайменше 7 аборигенів були вбиті, і було зроблено 70 або 80 пострілів.
У 1838 році Джозеф Годон і Чарльз Бонні, перші з «переселенців», перегнали худобу з Нового Південного Уельсу до Аделаїди вздовж північного берега річки Муррей, перетнувши нижню течію річки Дарлінг. Інші жителі сухопутних земель почали слідувати тим самим маршрутом, і перехрестя Мюррей/Дарлінг стало місцем для табору, відомим як Ходонс Форд. Пізніше поселення було названо Дарлінг-Джанкшн. Невеликі конфлікти між переселенцями та аборигенами розвивалися, оскільки все більше і більше переселенців проходили, паслися та завдавали шкоди традиційним землям народів Пааканті та Мараура. Ці конфлікти з переселенцями загострилися, кульмінацією яких стала сумнозвісна різанина на річці Руфус 1841 року біля озера Вікторія, де близько 35 аборигенів були застрелені поліцією та переселенцями.

### Застереження
Станом на 15 березня 2016 року стан тканини вважається відмінним. Більшість зовнішніх і внутрішніх поверхонь було відреставровано та доглянуто протягом останніх 20 років.
З 1995 року Рада Вентворт-Ширу запровадила комплексну програму реставрації, включаючи ремонт усіх шиферних дахів, нових водостоків, захисту цегляних стін від солі, зовнішнього та внутрішнього фарбування та інтерпретації. Більшість зовнішніх і внутрішніх поверхонь було відреставровано та доглянуто протягом останніх 20 років. У 2012 році було завершено проект по відновленню зношеної цегляної кладки шляхом ін’єкції силікону в нижні периметральні стіни, фарбування будівель в’язниці, покращення дренажу та озеленення території.
Стан тканини в цілому вважається відмінним. З 1995 року графство Вентворт здійснило комплексну програму реставрації, включаючи ремонт усіх шиферних дахів, нових водостоків, захисту цегляних стін від солі, зовнішнього та внутрішнього фарбування та інтерпретації. Більшість зовнішніх і внутрішніх поверхонь було відреставровано та доглянуто протягом останніх 20 років. У 2012 році було завершено проект по відновленню зношеної цегляної кладки шляхом ін’єкції силікону в нижні периметральні стіни, фарбування будівель в’язниці, покращення дренажу та озеленення території.